# Мочанов, Алексей Юрьевич
Алексей Юрьевич Мочанов (укр. Олексій Юрійович Мочанов; 18 января 1969, Киев) — украинский автогонщик, автомобильный и автоспортивный журналист, телеведущий, тест-пилот. Чемпион Украины по автослалому (1999), призёр чемпионатов Украины по ралли, чемпион немецкой серии многочасовых кольцевых гонок на выносливость — серии VLN (2008). Мастер спорта Украины международного класса по автомобильному спорту (2008).

## Биография
Родился 18 января 1969 года в Киеве в семье археолога Юрия Алексеевича Мочанова.
Окончил исторический факультет Якутского государственного университета по специальности «Археология». Военную службу проходил в разведке погранвойск. Позже продолжал службу в ОМОН и в ГАИ Киева.
В 1994—1995 годах работал каскадёром. С 1995 года работает тест-пилотом, осуществляет испытания автомобилей на заказ электронных и печатных СМИ Украины и России.
С 1995 года сотрудничает с журналами «Motor News», «Сигнал», «Drive», «Автомобили», «КоммерсантЪ», «Авторевю», «Автоспорт».
С 1996 года занимается автоспортом. Вёл ряд программ, посвященных автомобилям, на российских и украинских телевизионных каналах: «УТ-1», «Интер», «СТБ», «1+1», «ТВС» (программа «АБС», гость программы «Тушите свет», 2002 год), «Тонис», «Первый автомобильный» и др.
В 2004 году совместно с комментатором «НТВ-Плюс Спорт» Алексеем Андроновым работал на трансляциях чемпионата мира по автогонкам в классе «Формула-1». В 2005 на телеканале ICTV комментировал трансляции чемпионата мира по ралли.
Инициатор создания в 2006 году Украинской национальной команды по кольцевым гонкам Racing Team Ukraine, которая стала вице-чемпионом в абсолютном зачёте в немецкой серии VLN.
Инструктор-консультант в Центре контраварийной подготовки водителей «Альфа-Щит» на территории Украины.

## Семья
Сын.
Единокровная сестра — актриса Наталья Данилова.

## Политическая карьера
Участник Евромайдана. Работал шофером у Курченко.[уточнить] После начала АТО выступил одним из организаторов и активным участником волонтерского движения на Украине, неоднократно выезжал на фронт. В августе 2015 года посетил Донецк и, встретился с Александром Захарченко, добиваясь освобождения из плена ДНР своего товарища, майора украинской армии Гречанова.
Баллотировался на пост городского головы Киева на досрочных выборах, которые прошли 25 мая 2014 года.

## Спортивные достижения
- 1999 — чемпион Украины по автослалому, обладатель Кубка Украины по ралли на серийных автомобилях.
- 2002 — первые старты в серии VLN (Нюрбургринг, Германия).
- 2003 — командный рекорд России в 24-часовой гонке (5088 км за сутки).
- 2006 — полный сезон в серии VLN, первый старт в гонке «24 часа Нюрбургринга».
- 2008 — 3-е место в объединённом классе SP1-SP2 в гонке «24 часа Нюрбургринга» в составе команды Racing Team Ukraine; чемпион серии VLN в классе SP2 в паре; поделил 3 и 4 места с А. Кругликом в абсолютном зачёте серии VLN.

## Дубляж на украинский язык
- 2011 — Тачки 2 — Льюис Хэмилтон[12]
- 2013 — Турбо — Гай Ганье

## Награды
- Орден «За заслуги» III степени (23 августа 2022)[13]
- Орден Богдана Хмельницкого III ст. (4 декабря 2014).[14]
- Именное огнестрельное оружие (5 декабря 2014).[15]